# Троїцьк (Ковилкінський район)
Тро́їцьк (рос. Троицк, ерз. Троицк) — село у складі Ковилкінського району Мордовії, Росія. Адміністративний центр Троїцького сільського поселення.

## Географія
Село знаходиться при впадінні річки Сезелка в річку Мокша, за 10 км від райцентру Ковилкіно. Біля Троїцька збереглося 3 селища епохи середньовіччя.

## Історія
Троїцьк (Троїцький Острог) засноване в 16 столітті (1570—1580 роках) як фортеця на південно-східному кордоні Московського царства. За легендою засноване було царицею-чорницею Марфою Олексіївною (матір'ю царя Михайла Федоровича), яка часто присилала в Троїцьку соборну церкву щедрі дарунки. Троїцьк було особистим володіння царської сім'ї Романових.
Троїцький острог був опорним пунктом повстанців під час повстання Степана Разіна. В «Грамоті в Троїцький Острог воєводі князю Вязменському» в 1695 році повідомляється: «Темниковського повіту, в Троїцькому Острозі, церква Живоначальної Трійці».
У 1708 році був зарахований до Азовської, в 1732 — до Воронезької губернії. З 1780 по 1798 роки Троїцьк був повітовим центром Пензенської губернії. Троїцький повіт за даними кінця 18 століття складався з 64 населених пунктів, в яких значилося 27 церков з 274 священнослужителями і церковнослужителями (разом з сім'ями). У самому місті було 720 будинків, число жителів досягало 5000 осіб. На початок 20 століття — до 6900 осіб. Негласно з часу заснування Троїцьк вважався містом з фортецею, але офіційно був визнаний таким за підсумками реформи 1780 року. З 1798 року став позаштатним містом спочатку Нижегородської губернії, а з 1801 року — Краснослободського повіту Пензенської губернії. В «Списку насіденних місць Пензенської губернії» (1869), Троїцьк — місто Краснослободського повіту з 704 дворами, 4 церквами, сільським училищем, поштовою станцією, пристанню, ярмарком, базаром.
Надалі значення міста падало: спочатку він був виведений за штат, тобто як і раніше вважався містом, але свого повіту вже не мав, а в радянський час, з 6 червня 1925 року взагалі став селом.

## Населення
Населення — 1610 осіб 2010; 1677 у 2002).
Національний склад станом на 2002 рік:
- росіяни — 89 %

## Господарство
У Троїцьку є середня школа, дитячий садок при школі, бібліотека, Будинок культури, дільнична лікарня, пекарня, відділення зв'язку, ветеринарний ділянку, магазин, пам'ятник воїнам, загиблим в роки Другої світової війни, церква Різдва Христового (1879 р.).
У XVII—XVIII ст. Троїцьк мав три монастирі: жіночі — «Успенський» та «Троїцький» та чоловічий — «Спасо-Преображенський», а також будувалися та перебудовувалися кілька церков.
Соборна на честь Пресвятої Трійці (Троїцька) церква з'явилася одночасно з міським острогом; спочатку була дерев'яною, потім перебудована у кам'яну (після пожежі 1746 року, коли вигоріло майже все місто). Протягом 40 років собор добудовувався, було сім престолів, але через будівельні прорахунків, будівля дала велику осадку, з'явилася небезпека руйнування.
У 1840-ті було розпочато будівництво нового собору, великого, в стилі класицизму. Він будувався 30 років. На початку 1850-х був освячений головний престол з колишнім найменуванням — Троїцький. До 1879 року вже були освячені дві бокові церкви — на честь Різдва Христового та на честь Різдва Пресвятої Богородиці. Собор відрізнявся величністю і строгістю обрисів. Дзвіниця мала висоту 52 м, і це була найвища споруда в місті. За радянських часів храм був зруйнований. Сьогодні церква Різдва Христового — єдиний діючий храм села.